# Robinsonia milesi
Robinsonia milesi är en fjärilsart som beskrevs av Rothschild. Robinsonia milesi ingår i släktet Robinsonia och familjen björnspinnare. Inga underarter finns listade.